# Barver
Barver là một đô thị thuộc huyện Diepholz, trong bang Niedersachsen, Đức. Đô thị này có diện tích km².
Barver nằm về phía bắc của "Naturpark Dümmer" và "Naturpark Rehdener Geestmoor" và về phía nam của "Naturpark Wildeshauser Geest", khoảng giữa Bremen (phía bắc) và Osnabrück (tây nam). Đô thị này nằm về phía đông của Kellenberg và bên bờ tây của Wagenfelder Aue, nhánh đông nam của sông Hunte.